# Pope-Gletscher
Der Pope-Gletscher ist ein 30 km langer Gletscher im westantarktischen Marie-Byrd-Land. Er fließt in nördlicher Richtung entlang der Westflanke des Mount Murphy zum Crosson-Schelfeis an der Walgreen-Küste.
Der United States Geological Survey kartierte ihn anhand eigener Vermessungen und Luftaufnahmen der United States Navy aus den Jahren von 1959 bis 1966. Das Advisory Committee on Antarctic Names benannte ihn 1967 nach Major Donald R. Pope, Ingenieur im Kommandostab der Unterstützungseinheiten der US-Navy in Antarktika von 1965 bis 1967.